# 弗里岑
弗里岑（德語：Wriezen，發音：[ˈvʁiːtsn̩] ⓘ）是德国勃兰登堡州梅尔基施-奥得兰县的城市，面积为95.14平方千米，2023年12月31日人口为7,200人。